# Dorothy Gibson
Dorothy Gibson (nom de naixement Dorothy Winifred Brown, 17 de maig del 1889 - 17 de febrer del 1946) fou una actriu de pel·lícules mudes americanes que inicià, el model de cantant i actriu a principis del segle xx. Se la recorda millor com a supervivent de l'enfonsament del RMS Titanic.
L'actriu nasqué a Hoboken, Nova Jersey, filla de John A. i Pauline Boesen Brown. El seu pare morí quan tenia tres anys i la seva mare es va casar amb John Leonard Gibson. Entre el 1906 i el 1911, va ser cantant i ballarina en nombrosos teatres i en produccions de vodevil; el seu paper més important va ser a Broadway en el musical de Charles Frohman anomenat The Dairymaids (1907). Fou també membre del cor dels espectacles produïts pels germans Shubert al New York Hippodrome.
El 1909, l'any abans que es casés amb George Battier, Jr., Gibson va començar a posar per a l'artista comercial famós Harrison Fisher, convertint-se en una de les seves models preferides. La seva imatge aparegué regularment en cartells, postals, diversos productes de marxandatge i en il·lustracions de llibres durant els tres propers anys. Sovint triaven la seva aparença per a les cobertes de revistes de millor venda com Cosmopolitan, Ladies Home Journal i la Saturday Evening Post. Gibson es va anar fent àmpliament famosa per la seva publicitat i van acabar anomenant-la la "Original Harrison Fisher Girl" (en català «la noia original de Harrison Fisher»).
Mentrestant, Gibson va començar la ruptura matrimonial amb el seu espòs el 1916.

## Filmografia
| Anys | Títol                       | Personatge                                                          | Notes                                             |
| ---- | --------------------------- | ------------------------------------------------------------------- | ------------------------------------------------- |
| 1911 | A Show Girl's Stratagem     | Show-Girl                                                           |                                                   |
| 1911 | The Angel of the Slums      |                                                                     |                                                   |
| 1911 | Good for Evil               | Dorothy                                                             |                                                   |
| 1911 | Hands Across the Sea in '76 | Molly Pitcher, Bellesa de Jutjat Francesa, la Vídua de Soldat, etc. |                                                   |
| 1911 | Miss Masquerader            | Hereva                                                              |                                                   |
| 1911 | The Musician's Daughter     | Prima Donna                                                         |                                                   |
| 1911 | The Wrong Bottle            | la núvia                                                            |                                                   |
| 1912 | Divorcons                   | l'esposa                                                            |                                                   |
| 1912 | Mamie Bolton                |                                                                     |                                                   |
| 1912 | Love Finds a Way            | Helen                                                               |                                                   |
| 1912 | The Awakening               | Nellie Garland, l'enamorada                                         |                                                   |
| 1912 | The Guardian Angel          | l'esposa                                                            |                                                   |
| 1912 | Getting Dad Married         | Ellen                                                               |                                                   |
| 1912 | Bridge                      |                                                                     |                                                   |
| 1912 | The Kodak Contest           | La Muller                                                           |                                                   |
| 1912 | It Pays to Be Kind          | La Germana                                                          |                                                   |
| 1912 | A Living Memory             | La Seva Memòria                                                     |                                                   |
| 1912 | Brooms and Dustpans         | Cosí que es besa                                                    |                                                   |
| 1912 | The White Aprons            | Miss Beth                                                           |                                                   |
| 1912 | A Lucky Holdup              | Miss Barton                                                         |                                                   |
| 1912 | The Legend of Sleepy Hollow |                                                                     |                                                   |
| 1912 | The Easter Bonnet           | Dora                                                                |                                                   |
| 1912 | Revenge of the Silk Masks   | Noia de la Societat                                                 |                                                   |
| 1912 | Saved from the Titanic      | Miss Dorothy                                                        | Títol en el Regne Unit: A Survivor of the Titanic |
| 1912 | Roses and Thorns            |                                                                     |                                                   |